# Dondas
Dondas település Franciaországban, Lot-et-Garonne megyében. Lakosainak száma 216 fő (2022. január 1.). Dondas Beauville, Cauzac, Engayrac, Saint-Martin-de-Beauville, Saint-Maurin és Tayrac községekkel határos.

## Népesség
A település népességének változása:
| Lakosok száma | 229  | 218  | 240  | 211  | 217  | 214  | 214  | 216  | 215  | 216  |
|               | 1968 | 1982 | 1990 | 2006 | 2013 | 2015 | 2017 | 2019 | 2020 | 2022 |